# Chromatomyia clematoides
Chromatomyia clematoides är en tvåvingeart som beskrevs av Spencer 1986. Chromatomyia clematoides ingår i släktet Chromatomyia och familjen minerarflugor.
Artens utbredningsområde är Washington. Inga underarter finns listade i Catalogue of Life.